# Vert de Dresde
Le diamant Vert de Dresde est un diamant coloré naturel surprenant qui reflète une ombre verte et pèse 40,70 carats. C'est le plus gros diamant naturellement vert qu'on ait jamais trouvé. Le nom « Vert de Dresde » a été adopté de la capitale de la Saxe où il est exposé depuis plus de 200 ans. Le diamant peut être admiré dans la Nouvelle voûte verte de Dresde en Allemagne.

## Histoire
Le diamant doit provenir des mines de diamants situées dans le district de Golkonda en Inde. Le grand diamant vert a atteint Londres en 1726 via Marcus Moses qui était un négociant de diamants. Le Vert de Dresde a été taillé à Londres. En 1742, il appartenait à Frédéric-Auguste II, roi de Pologne, qui l'avait acheté à un négociant juif appelé Dallas à la Grande Foire Annuelle de Pâques à Leipzig. Le diamant fut inséré vers 1768 à la bordure d'un chapeau.
Lors du cambriolage de la voûte verte de Dresde le 25 novembre 2019, il était en prêt au Metropolitan Museum of Art de New York et a donc  échappé aux voleurs.

## Caractéristiques
La couleur verte du diamant est la caractéristique la plus remarquable de la pierre. Ce phénomène a une explication scientifique : la couleur verte est caractéristique des cristaux heurtant des réserves radioactives à plusieurs positions pendant sa durée de vie, sachant que, du point de vue géologique, cette durée de vie se mesure en millions d'années. La forme la plus fréquente des diamants d'irradiation se développe par le bombardement par les particules alpha qui sont présentes dans les enceintes d'uranium ou la nappe phréatique d'infiltration.
Le diamant est de type IIa, c'est-à-dire qu'il est chimiquement pur. C'est le cas de moins de 1 % des diamants connus. La pureté IF désigne la meilleure.